# Тракало Ольга Йосифівна
Ольга Йосифівна Тракало (нар. 10 червня 1955, Товсте, нині Україна) — українська бібліотекарка, громадська діячка. Член Національної спілки журналістів України. Заслужений працівник культури України (1999).

## Життєпис
Ольга Тракало народилася 10 червня 1955 року в смт Товстому Заліщицького району, нині Товстенської громади Чортківського району Тернопільської области України.
Закінчила Чернівецький державний університет (1979). Працювала в родинному селищі вчителем української мови та літератури, директором Будинку школяра (1980—1985), директоркою Заліщицької районної бібліотеки для дітей (1991—1992), від 1992 — директорка Заліщицької районної бібліотеки для дорослих.

### Громадська діяльність
Почесна член товариства «Просвіта», член проводу районної організації Конгресу українських націоналістів. 

## Доробок
Авторка статей у районній та обласній пресі, виступів на радіо й телебаченні.